# Алтинарик (Меркенський район)
Алтинари́к (каз. Алтынарық) — село у складі Меркенського району Жамбильської області Казахстану. Входить до складу Акерменського сільського округу.
У радянські часи село називалось Ферма № 1 совхоза Меркенський.
Населення — 452 особи (2021; 475 у 2009, 50 у 1999, 516 у 1989).